# Pierre Lamy (producteur)
« Pierre Lamy » redirige ici. Pour les autres significations, voir Pierre Lamy (homonymie) et Lamy.
Pierre Lamy est un producteur canadien né le 4 octobre 1926 à Montréal (Canada), mort le 6 décembre 1998 dans la même ville.

## Filmographie
- 1965 : Pas de vacances pour les idoles
- 1970 : Red
- 1970 : Deux Femmes en or
- 1971 : Les Mâles
- 1972 : La Vraie Nature de Bernadette
- 1972 : La Maudite Galette
- 1972 : Les Smattes
- 1973 : La Mort d'un bûcheron
- 1973 : Kamouraska
- 1973 : Les corps célestes
- 1973 : La conquête
- 1974 : Il était une fois dans l'Est
- 1975 : Gina
- 1975 : Pour le meilleur et pour le pire
- 1975 : La Tête de Normande St-Onge
- 1976 : Chanson pour Julie
- 1976 : The Far Shore
- 1977 : Le Soleil se lève en retard
- 1977 : Who Has Seen the Wind
- 1981 : Les Beaux souvenirs
- 1983 : Contrecœur
- 1985 : La Dame en couleurs

## Honneurs
- 1981 Prix Albert-Tessier[1]